# Tokyo Metropolitan Television
Koordináták: é. sz. 35° 41′ 05″, k. h. 139° 44′ 38″35.684722°N 139.743889°E

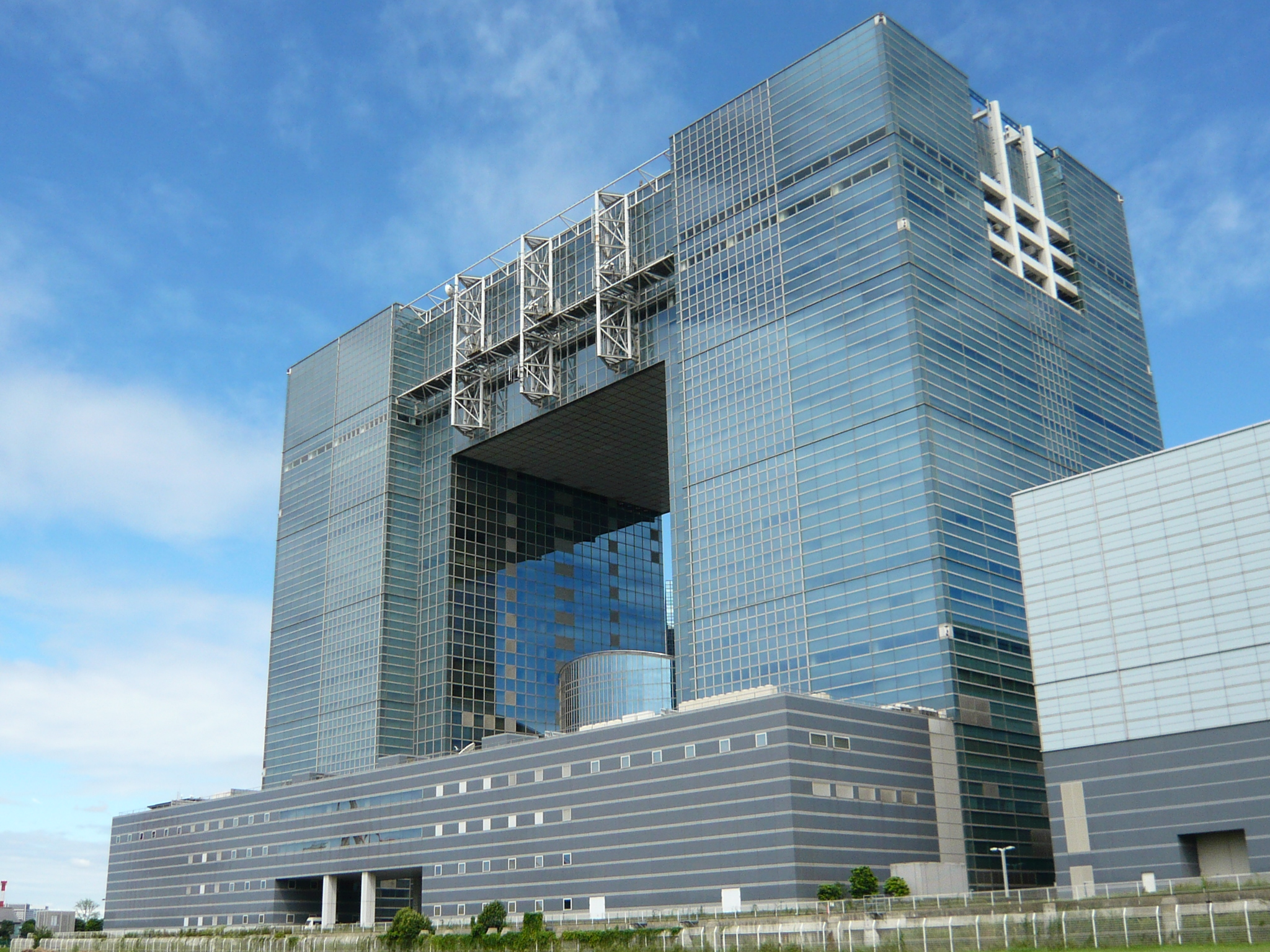
A Tokyo Metropolitan Television korábbi (1995–2006) székhelye, a Telecom Center Building

A Tokyo Metropolitan Television Broadcasting Corporation (東京メトロポリタンテレビジョン株式会社; Tókjó Metoroporitan Terebidzson Kabusikigaisa; Hepburn: Tōkyō Metoroporitan Terebijon Kabushikigaisha; Tokyo MX, hívókódja: JOMX-TV) az egyetlen olyan tokiói székhelyű kereskedelmi televízióadó, mely kizárólag a várost fedi le. A Nippon Televisionnel, a TV Asahival, NHK-val, a Tokyo Broadcasting Systemszel, a TV Tokyóval és a Fuji Televisionnel kell szembenéznie, melyek mindegyike országos hálózatok zászlóshajó-adója. A Tokyo MX-et 1993. április 30-án alapították és 1995. november 1-jén kezdte meg a műsorszórást. A vállalat részvényesei között van Tokió önkormányzata, a Tokyo FM Broadcasting és a Sony is.
Az adó minden héten leadja a Tokió kormányzójának sajtótájékoztatóit. A Tokyo MX a független televízióadók japán szövetségének (JAITS) tagja.
2014 áprilisában Tokyo MX2 néven elindult a vállalat második adója. Az adó a Tokyo MX második alcsatornájaként működik és elsősorban az alternatív műsorkiosztásra lett kihegyezve.

## Adók
- Analóg: 14. csatorna
- Digitális: 20. csatorna